# Camptotypus pseudostigmaticus
Camptotypus pseudostigmaticus là một loài tò vò trong họ Ichneumonidae.